# Бамако
Бамако (фр. Bamako, фульф. 𞤄𞤢𞤥𞤢𞤳𞤮, трансліт. Bamako-Adlm) — столиця та найбільше місто Малі, Західна Африка, з населенням 4 227 569 осіб (за даними на 2022 рік). Воно розташоване на річці Нігер, біля порогів, що розділяють верхню і середню долини Нігеру в південно-західній частині країни.
Бамако - адміністративний центр країни. Саме місто є самостійним округом. У прилеглому Кулікоро розташований  річковий порт Бамако, а також великий регіональний торговий і конференц-центр. Бамако є сьомим за величиною міським центром Західної Африки після Лагосу, Абіджана, Кано, Ібадану, Дакара та Аккри. Місцеве виробництво включає в себе текстиль, перероблене м'ясо, металеві вироби, а також гірничодобувну промисловість. На річці Нігер ведеться комерційне рибальство.
Останніми роками Бамако зазнав значного міського розвитку, зведення сучасних будівель, торгових центрів та інфраструктурних проєктів, спрямованих на покращення якості життя його мешканців. У місті розташовано багато відомих установ, таких як Бамакський університет, Національний музей Малі, Малійський національний зоопарк та Велика мечеть Бамако. Тут також розташований Міжнародний аеропорт Модіббо Кейта. Будівлі Бамако мають унікальний архітектурний стиль.

## Етимологія
Згідно з легендою, одне з перших поселень виникло завдяки мисливцю, на ім'я Бамба і відповідно отримало назву «Бама ко», тобто «річка Бамба». Згідно з іншою версією, назва міста походить від слова «Бама», яке мовою бамбара означає «крокодил». Відповідно до цієї теорії «Бамако» перекладається як «річка крокодилів». Ця теорія вважається основною, у зв'язку з чим на гербі Бамако зображені три крокодили.

## Історія
На території міста є сліди поселень з епохи палеоліту. Родючі землі долини річки Нігер забезпечували людей великою кількістю їжі, а ранні вожді в цьому регіоні збагатилися, встановивши торговельні шляхи, що з'єднували Західну Африку, Сахару та вели до Північної Африки та Європи вже в 600-х роках до н. е. Перші мешканці торгували золотом, слоновою кісткою, горіхами кола та сіллю. До XI століття Імперія Гана стала першим королівством, яке домінувало на цій території, а пізніше її змінила Малійська імперія.
Кафу (вождівство) Бамако було засноване близько 1650 року родиною Ніаре, можливо, пов'язаною з людиною з племені сонінке, на ім'я Бамба Саного. Родини Туре та Драве, переважно священнослужителі та торговці, також були помітними у ранньому Бамако. Це була держава-клієнт імперії Сегоу. Шотландський дослідник Мунго Парк відвідав Бамако в 1806 році під час дослідження річки Нігер. За його оцінками, місто на той час налічувало 6000 мешканців, як і багато інших комерційних поселень Західної Африки того часу. 

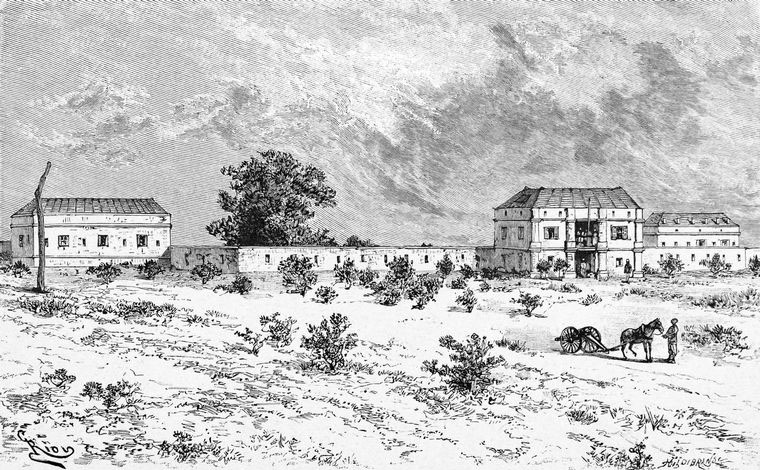
Французький форт Баммаку, збудований у 1883 році

У лютому 1882 року Саморі Туре розгромив французів у битві при Самаї під Кініерану. Зіткнувшись із розширенням імперії Вассулу, яку очолював Туре, деякі лідери громади дюла в Бамако почали робити спроби приєднатися до антифранцузького альянсу. Французький командувач Гюстав Борньї-Деборд, прагнучи заволодіти цим ключовим стратегічним місцем на Нігері, 1 лютого 1883 року спрямував війська для будівництва там форту. :76 Кебе Брема, брат Саморі, повів військо до Бамако, щоб виманити французів з їхніх оборонних позицій. На початку квітня вони провели дві битви біля струмка Войо-Вайанко, в першій з яких Кебе Брема виграв, але зрештою був змушений відступити.
Наприкінці XIX століття мешканці здебільшого обробляли просо та маїс, займалися шкіряним ремеслом, виробленням тканин та риболовлею. Частина їх — негри (сарроколи), друга — мавританського походження. Останні — мусульмани й раніше займалися торгівлею невільниками.
У 1904 році було побудовано залізницю, що з'єднала Бамако з Каєсм, і місто почало швидко зростати після того, як у 1908 році його було названо столицею Французького Судану. У той час в окрузі Малі проживало близько 160 000 осіб у 4–500 селах. Залізницю, що з'єднувала Бамако з Дакаром, була завершена в 1923 році.
Малі здобула незалежність від Франції у квітні 1960 року, а пізніше була створена Республіка Малі. На той час населення Бамако становило близько 160 000 осіб. У 1960-х роках країна стала соціалістичною, а Бамако зазнала радянських інвестицій та впливу. Однак економіка занепала, оскільки державні підприємства зазнали краху, а заворушення набули широкого поширення. Зрештою, Мусса Траоре очолив успішний державний переворот і правив Малі протягом 23 років. Однак його правління характеризувалося сильними посухами, поганим державним управлінням і проблемами нестачі продовольства.
Наприкінці 1980-х років народ Бамако та Малі виступав за вільну ринкову економіку та багатопартійну демократію. У 1990 році юрист Мунтага Талль заснував Національний конгрес за демократичну ініціативу (Congrès National d'Initiative démocratique, CNID), а Абдраман Баба та історик Альфа Умар Конаре — Альянс за демократію в Малі (Alliance pour la démocratie au Mali, ADEMA). Вони разом з Асоціацією вчителів і студентів Малі (AEEM) і Малійською асоціацією прав людини (AMDH) мали на меті усунути Мусу Траоре. Згідно зі старою конституцією, всі профспілки повинні були належати до однієї конфедерації — Національного союзу малійських робітників (UNTM). Коли керівництво UNTM відокремилося від уряду в 1990 році, опозиція зросла. Приводом для виступів стали скорочення зарплат і звільнення в державному секторі, а також те, що малійський уряд піддався тиску міжнародних донорів і приватизував значну частину економіки, яка залишалася в державних руках навіть після повалення соціалістичного уряду в 1968 році. Студенти, навіть діти, відігравали дедалі більшу роль у протестних маршах у Бамако, а будинки та підприємства тих, хто був пов'язаний з режимом, були розграбовані натовпами.
22 березня 1991 року масштабний марш протесту в центрі Бамако був жорстоко придушений, кількість загиблих, за оцінками, сягнула 300 осіб. Через чотири дні військовий переворот скинув Траоре. Було створено Комітет переходу на підтримку народу на чолі з генералом Амаду Тумані Туре. 26 квітня 1992 року президентом офіційно став Альфа Умар Конарі.
Бамако був мішенню численних терористичних атак джихадистів під час ісламістського повстання в Сахелі. 20 листопада 2015 року двоє бойовиків узяли в заручники 170 осіб у готелі Radisson Blu. Двадцять одна людина загинула разом з двома бойовиками під час семигодинної облоги. 17 вересня 2024 року група озброєних людей з угруповання «Джамаат Наср аль-Іслам валь-Муслимін» (JNIM), пов'язаного з «Аль-Каїдою», напала на військову школу, вбивши багатьох жандармів та курсантів, а також підпалила літаки у міжнародному аеропорту. Загинуло щонайменше 77 осіб. Це був перший напад джихадистів на Бамако з 2016 року. JNIM є правонаступником деяких організацій, відповідальних за напад 2015 року. Напад 2024 року був применшений малійською військовою хунтою (на чолі з Ассімі Гойтою), яка захопила контроль над країною в результаті державного перевороту 2021 року.

## Географія
Бамако розташований на заплаві річки Нігер, що ускладнює забудову вздовж берега річки та її приток. Бамако відносно рівнинний, за винятком північної частини, де знаходиться уступ, що є залишками згаслого вулкана. Тут розташовані Президентський палац і головна лікарня
Спочатку місто розвинулося на північному березі річки, але в міру його зростання були побудовані мости, щоб з'єднати північ з півднем. Першими з них були Міст мучеників (2-смуговий з двома пішохідними секціями) та міст короля Фахда (чотирисмуговий з двома мотоциклетними та двома пішохідними секціями). Крім того, сезонна дамба між східними районами Сотуба та Місабугу була успадкована з колоніальних часів (почерговий рух по одній смузі з п'ятьма переходами). Дорога Сотуби (Chaussée submersible de Sotuba французькою та Babilikoroni бамананканською мовами) зазвичай знаходиться під водою з липня по січень. Третій міст (довжиною 1,4 км, шириною 24 м, чотирисмуговий, з двома мотоциклетними та двома пішохідними секціями) будується на тому ж місці для зменшення заторів у центрі міста, зокрема вантажівками.
Місто розташоване за одну тисячу кілометрів від Дакара і Абіджана та за 400 км від кордону з Гвінеєю. В останні роки Бамако став перехрестям західної Африки.

## Клімат
Згідно з класифікацією клімату Кеппена, Бамако має клімат тропічної савани (Köppen Aw). Розташований у Судано-Сахельській зоні, Бамако в середньому дуже спекотно впродовж усього року, найспекотніші місяці припадають на період з березня по травень. Найм'якші місяці — з листопада по лютий. Найтепліший місяць — квітень із середньою температурою 32,2 °C. Найхолодніший місяць — грудень, із середньою температурою 25 °C.
У сухий сезон опадів мало: з листопада по квітень їх практично не випадає через панування Сахарського антициклону та сухих пасатів. Сезон дощів припадає на літо, пік якого припадає на кілька штормів, починаючи з травня, а потім переходить у мусон з червня по жовтень.
| Клімат Бамако           | Клімат Бамако | Клімат Бамако | Клімат Бамако | Клімат Бамако | Клімат Бамако | Клімат Бамако | Клімат Бамако | Клімат Бамако | Клімат Бамако | Клімат Бамако | Клімат Бамако | Клімат Бамако | Клімат Бамако |
| Показник                | Січ.          | Лют.          | Бер.          | Квіт.         | Трав.         | Черв.         | Лип.          | Серп.         | Вер.          | Жовт.         | Лист.         | Груд.         | Рік           |
| Абсолютний максимум, °C | 38            | 42            | 43            | 42            | 45            | 40            | 40            | 37            | 42            | 38            | 38            | 40            | 45            |
| Середній максимум, °C   | 31            | 34            | 36            | 38            | 36            | 33            | 30            | 30            | 31            | 33            | 33            | 31            | 33            |
| Середня температура, °C | 25            | 28            | 31            | 32            | 31            | 28            | 26            | 26            | 26            | 27            | 27            | 25            | 28            |
| Середній мінімум, °C    | 18            | 21            | 24            | 26            | 26            | 23            | 22            | 22            | 22            | 22            | 20            | 18            | 22            |
| Абсолютний мінімум, °C  | 8             | 8             | 11            | 17            | 17            | 16            | 17            | 17            | 18            | 15            | 11            | 6             | 6             |
| Днів з опадами          | 1             | 1             | 1             | 3             | 6             | 8             | 13            | 15            | 11            | 5             | 1             | 0             | 65            |
| Днів з дощем            | 1             | 1             | 1             | 3             | 6             | 8             | 13            | 15            | 11            | 5             | 1             | 0             | 65            |
| ----------------------- | ------------- | ------------- | ------------- | ------------- | ------------- | ------------- | ------------- | ------------- | ------------- | ------------- | ------------- | ------------- | ------------- |
| Джерело: Weatherbase    |               |               |               |               |               |               |               |               |               |               |               |               |               |

## Адміністративний поділ
Округ Бамако розділений на шість комун (що розрізняються номерами, але не назвами), починаючи з Постанови № 78-34/CNLM від 18 серпня 1978 р., зміненої законом у лютому 1982 р., що встановлює нові межі комун III та IV. Кожна комуна управляється муніципальною радою  та мером, якого обирають з-поміж його членів. Останні вибори відбулися 26 квітня 2009 року, і більшість представників у комунах належить Альянсу за демократію в Малі.
Комуни Бамако:
| Комуна     | Населення | Площа |
| ---------- | --------- | ----- |
| Комуна I   | 335 407   | 35,0  |
| Комуна II  | 159 805   | 18,3  |
| Комуна III | 128 872   | 20,7  |
| Комуна IV  | 300 085   | 42,0  |
| Комуна V   | 414 668   | 42,0  |
| Комуна VI  | 470 269   | 87,0  |
| Всього     | 1 809 106 | 245,0 |

## Демографія

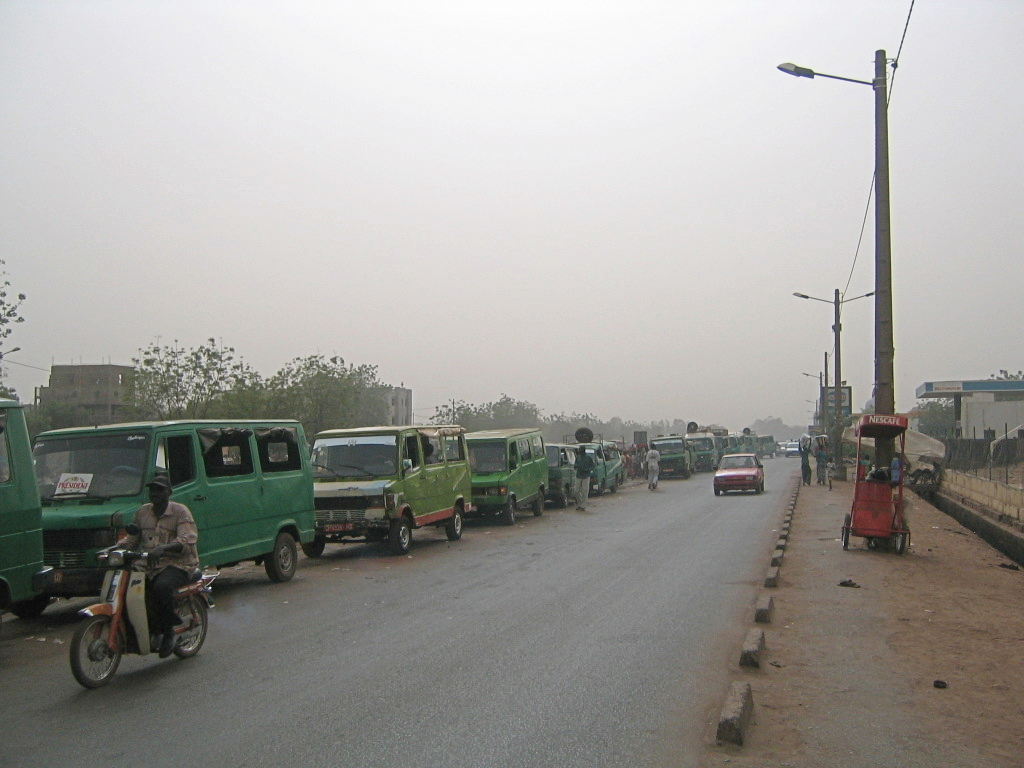
«Сотрума» — маршрутки в Бамако

Бамако пережило приголомшливе зростання населення. У 1884 році в ньому проживало лише 2 500 мешканців, у 1908 році - 8 000, у 1945 році - 37 000, а в 1960 році - 100 000 (рік здобуття незалежності Малі). Сьогодні чисельність населення у понад 42 рази перевищує показник 1960 року і становить 4 227 569 осіб за даними перепису 2022 року, і продовжує приваблювати сільське населення в пошуках роботи. Таке неконтрольоване зростання спричинило значні труднощі з транспортом, санітарією (включно з доступом до безпечної води) та забрудненням довкілля.
У місті проживає різноманітне населення, що складається з різних етнічних груп Малі та сусідніх країн.

## Релігія
Серед культових споруд переважають мусульманські мечеті. Також є християнські церкви та храми: Римсько-католицька архиєпархія Бамако (Католицька Церква), церква Кретьєна Євангеліста Малі (фр. Église Chrétienne Évangélique du Mali) (Всесвітнє братство Альянсу), Асамблеї Бога.

## Економіка

### Промисловість
У окрузі Бамако зосереджено 70 % промислової діяльності країни. Найбільш розвиненою є сфера послуг, а в місті процвітають ремесла та торгівля.
Традиційний комерційний центр Бамако розташовувався на північ від річки та містився в трикутнику, обмеженому авеню дю Фльов, вулицею Баба Діарра та бульваром дю Пюпль. У цьому районі знаходиться ринок Троянд і Вуличний ринок.

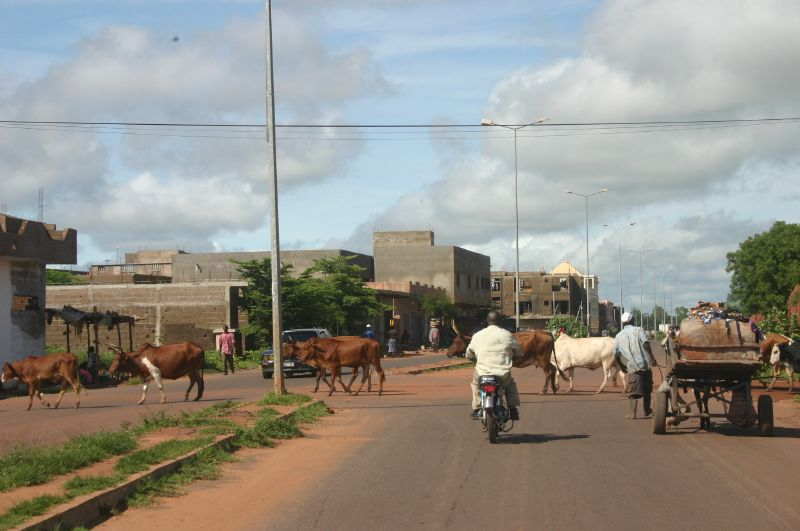
Худоба переходить дорогу в Бамако

Центр міста дуже перевантажений, забруднений та дорогий, а урбанізація поширюється швидкими темпами в радіусі 30 кілометрів. Найбільший урбанізований район зараз знаходиться на південному березі річки Нігер. Сучасний центральний діловий район швидко розвивається безпосередньо на захід від центру міста в районі ACI-2000, використовуючи переваги добре продуманого геометричного планування, спадщину старих злітно-посадкових смуг і руліжних доріжок аеропорту. На стику між ACI-2000 та мостом короля Фадха створюється велика адміністративна зона, в якій зосереджено більшість державних департаментів (міністерств) та адміністративних служб у центральному місці. Бамако також є штаб-квартирою багатьох великих компаній та адміністративних установ. У Бамако розташований головний офіс авіакомпанії Air Mali (раніше Compagnie Aérienne du Mali). Протягом десятиліть Бамако отримував значні інвестиції від Саудівської Аравії, завдяки яким було збудовано низку важливих об'єктів. В останні роки Китай став важливим інвестором у Бамако, розвиваючи його інфраструктуру та об'єкти.
У Бамако активно ведеться сільське господарство, тут мешкають рибалки народу бозо, і часто можна побачити худобу, що перетинає вулиці.

### Енергія
Значна частина електроенергії виробляється на гідроелектростанції Селінге. Питне водопостачання в Бамако та Каті також забезпечується насосною станцією на річці Нігер. Однак її потужність у 135 000 кубометрів питної води на добу є недостатньою для задоволення потреб у 152 000 кубометрів протягом спекотного сезону з квітня по червень. У цей період спостерігається часта нестача води. У 2009 році в Кабалі мала відкритися нова насосна станція.

## Архітектура

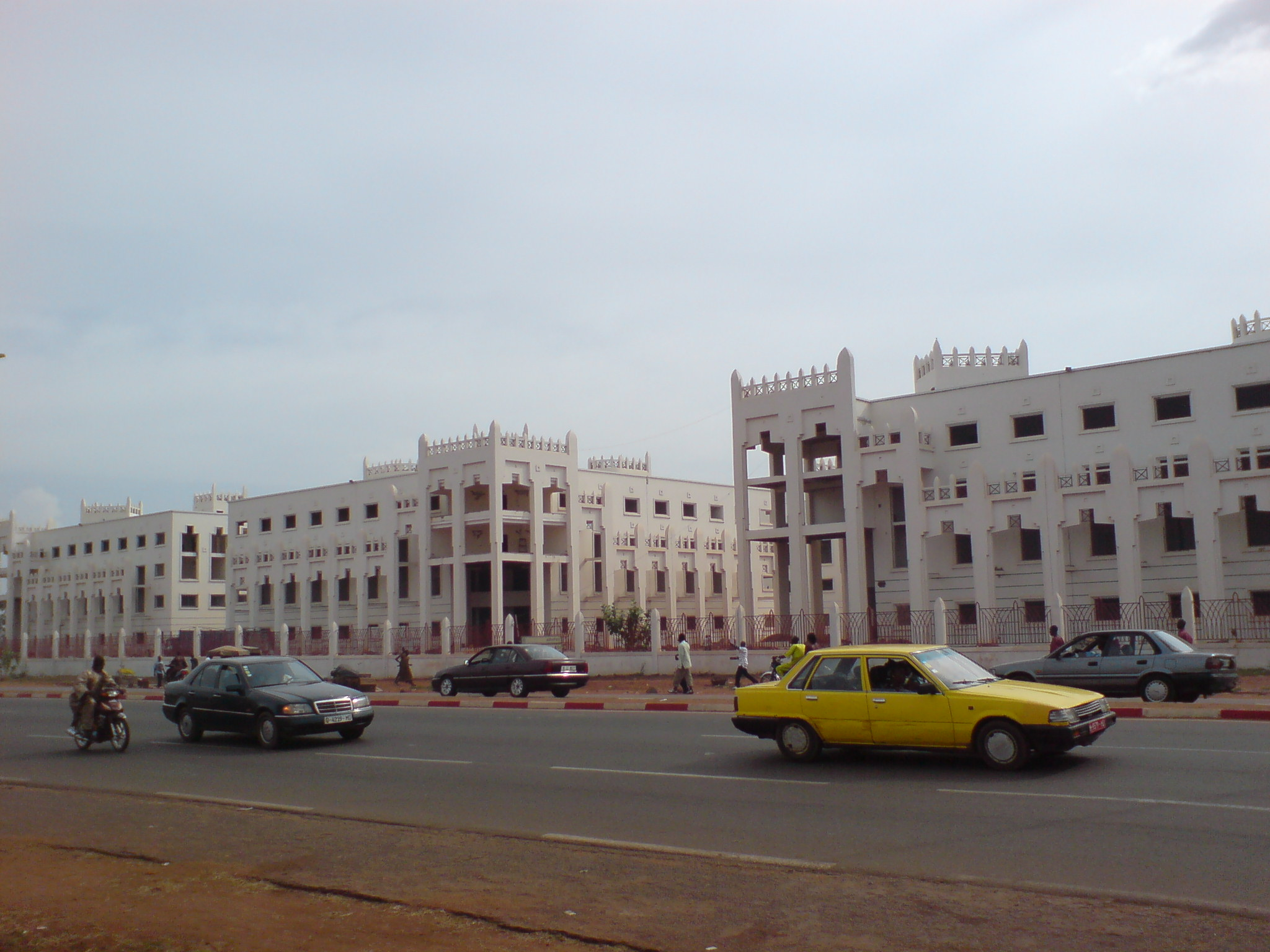
Будівлі міністерств

20-поверхова вежа BCEAO є найвищою будівлею в цій західноафриканській країні. Вона розташована на північному («лівому») березі річки Нігер у центрі міста. Вежа BCEAO — це малійська штаб-квартира Центрального банку держав Західної Африки, який надає банківські послуги з розвитку та державні фінансові та валютні послуги в декількох франкомовних країнах Західної Африки. Класифікована як неосуданська архітектура, вона побудована за зразком судано-сахельської архітектури знаменитих мечетей Дженне та Тімбукту. Будівля розташована у жвавому районі Комуна III, де «Авеню Мусса Тавеле»  перетинається з набережною між двома головними мостами Бамако: мостом короля Фахда, розташованим в одному кварталі на захід, і мостом Мучеників, розташованим в трьох кварталах на схід. На схід від комплексу BCEAO парк і формальний сад позначають місце, де діагональний «Бульвар народу» досягає річки. Навпроти, вздовж набережної, знаходяться невеликі городи та причали для річкових каное.
Адміністративне місто (Cité Administrative) — це комплекс будівель, розташований на захід від північного кінця мосту короля Фахда. Будівництво комплексу було розпочато у 2003 році тодішнім президентом Конаре за фінансової підтримки уряду Лівії. Будівництво Адміністративного центру площею 10 гектарів було завершено у 2010 році, і в ньому розмістилися багато урядових установ. 

## Транспорт

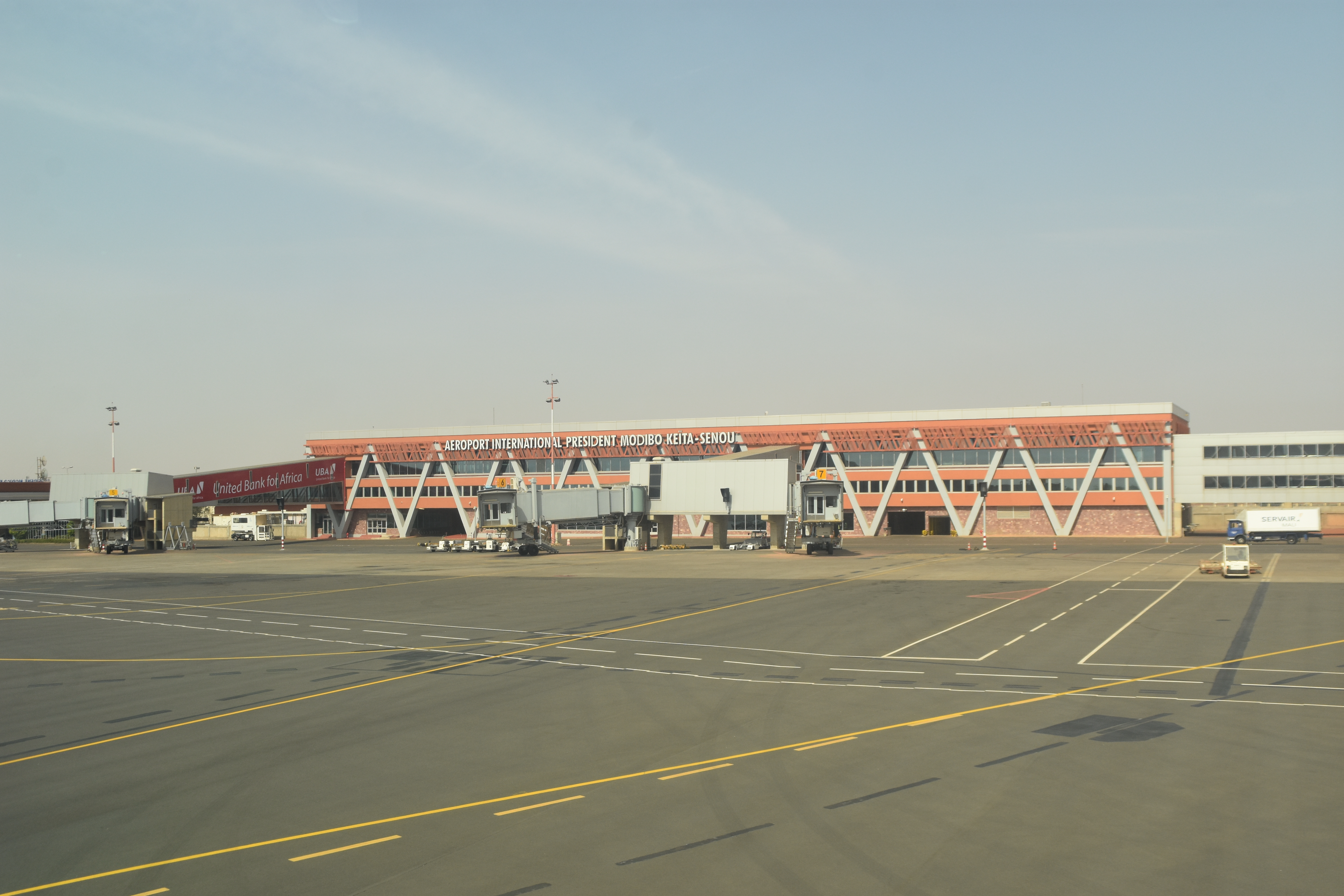
Міжнародний аеропорт Модібо Кейта

Залізнична гілка Дакар-Бамако з'єднує місто зі столицею Сенегалу через місто Каєс на заході Малі.
У 2015 році запропоновано побудувати залізничне сполучення з Сан-Педро в Кот-д'Івуарі.
Дорожня мережа з'єднує Бамако з Кулікоро, Каті, Колокані, Сегу та Сікассо.
Міжнародний аеропорт Бамако-Сену (Bamako-Sénou International Airport) розташований за 15 кілометрів від міста і був відкритий в 1974 році. Пасажиропотік неухильно зростав на початку 2000-х років. Згідно з урядовими даними, у 1999 році було перевезено 403 380 пасажирів, у 2003 році — 423 506, у 2004 році — 486 526 та у 2005 році — 516 000, і прогнозується, що за сценарієм низьких (4 %) річних темпів зростання до 2015 року цей показник досягне понад 900 000 пасажирів. На сьогодні цей темп зростання перевищено. Загальний обсяг повітряних перевезень аеропорту збільшився на 12,4 % у 2007 році та на 14 % у 2008 році. Більша частина цього зростання припала на пасажирські перевезення: кількість обслужених пасажирів зросла на 20 % у 2007 році та на 17 % у 2008 році. Двадцять сім авіаперевізників здійснювали рейси щотижня або частіше в міжнародному аеропорту Бамако-Сеноу в період 2007—2008 років. Це постійне зростання було компенсоване зниженням кількості вантажних рейсів на 16,75 % у 2007 році і на 3,93 % у 2008 році Найчастіший маршрут — на ділянці Бамако — Дакар із 29 рейсами на тиждень. Внутрішні рейси також обслуговують регіональні столиці Малі Каєс, Мопті, Тімбукту, Сікассо, Гао та Кідал Міжнародний аеропорт Бамако Сену управляється Aéroports du Mali (ADM). Його діяльність контролюється Міністерством обладнання та транспорту Малі.
Сьогодні, з новим адміністративним устроєм, територія Малі відтепер складатиметься з двадцяти (20) регіонів замість восьми (8), а також округу Бамако, який відтепер складатиметься з десяти (10) міських комун замість шести (6).
Більша частина транспорту здійснюється або по річці Нігер, або по асфальтованих дорогах, що з'єднують Бамако з іншими великими міськими районами. По річці можна плавати від Кулікоро до Мопті та Гао. Одним з основних видів транспорту є таксі-буш.
Бамако розташоване по обидва боки річки Нігер, а три мости з'єднують два береги: Міст Мучеників, побудований у 1960 році й перейменований на честь протестувальників, убитих у березні 1991 року режимом Мусси Траоре, Міст короля Фахда, названий на честь саудівського донора, та третій міст, Міст китайсько-маліанської дружби, профінансований Китайською Народною Республікою. Розташований у районі Сотуба і має на меті розвантажити транспортний рух у місті.

## Охорона здоров'я
Лікарня Point G, побудована між 1906 і 1913 роками, займає 25 гектарів. Колишній військовий шпиталь, він став цивільною лікарнею незадовго до здобуття незалежності Малі та розташований на пагорбі з видом на Бамако.
Друга лікарня Бамако — це лікарня Габріеля Туре, названа на честь молодого лікаря та гуманіста Габріеля Туре, який народився в 1910 році в Уагадугу та помер у 1935 році після зараження від пацієнта з легеневою чумою. Лікарню було засновано в 1959 році.
Контракт на будівництво нової лікарні в Бамако, покликаної зменшити навантаження на інші лікарняні ресурси, був підписаний 27 грудня 2008 року. Розташована в районі Йірімадіо, лікарня включатиме педіатричне та акушерсько-гінекологічне відділення, відділення внутрішньої медицини, відділення медичної візуалізації та стаціонарне відділення на 150 ліжок для підтримки служб невідкладної допомоги та інтенсивної терапії. Ця лікарня, як і багато інших новобудов у Бамако, фінансується та оснащується за рахунок китайських інвестицій.

## Освіта
У 2011 році було засновано чотири університети: Університет соціальних наук і управління Бамако (USSGB), Університет гуманітарних і соціальних наук Бамако (ULSHB), Університет науки, техніки та технологій Бамако (USTTB) та Університет правових і політичних наук Бамако (USJPB).
У 1972 році було засновано Union Malienne Des Aveugles, інтегровану школу та центр для сліпих та слабозорих.

## Культура

Будівлі Національного музею Малі, спроєктовані архітектором Жаном-Лу Півеном

Національна бібліотека Малі була вперше створена Французьким інститутом Чорної Африки (Institut Français d'Afrique Noire), підрозділом французького колоніального уряду, у 1944 році. Після здобуття Малі незалежності у 1960 році ця бібліотека стала Урядовою бібліотекою; пізніше її знову перейменують на Національну бібліотеку Малі. У 1968 році бібліотеку було перенесено з її початкового місця розташування в Кулубі до Уолофобугу, району Бамако. Бібліотека містить понад 60 000 творів, включаючи книги, періодичні видання, аудіодокументи, відео та програмне забезпечення. Ці матеріали доступні для громадськості безкоштовно, проте для отримання права на їх перегляд необхідно сплатити невелику абонентську плату. Бібліотека також є місцем проведення деяких виставок в рамках «Зустрічі з африканською фотографією» — фотографічного фестивалю, що проводиться в Бамако двічі на рік.
Національний музей Малі — це археологічний та антропологічний музей, у якому представлені постійні та тимчасові експозиції, присвячені доісторії Малі, а також музичні інструменти, одяг та ритуальні предмети, пов'язані з різними етнічними групами Малі. Національний музей розпочав свою діяльність за часів французького правління як Суданський музей, що був частиною Французького інституту Чорної Африки (IFAN) під керівництвом Теодора Моно. Він був відкритий 14 лютого 1953 року під керівництвом українського археолога Юрія Шумовського. Шумовський пропрацював у музеї дев'ять років, зібравши половину (майже 3000) сьогоднішніх знахідок. У музеї також проводяться виставки робіт місцевих художників у приміщенні та на відкритому повітрі.
Після здобуття незалежності Республікою Малі в 1960 році Суданський музей став Національним музеєм Малі з новими цілями — сприяти національній єдності та прославляти малійську традиційну культуру. Однак брак фінансових коштів і нестача кваліфікованого персоналу призвели до певного погіршення стану колекцій музею. 30 березня 1956 року Національний музей переїхав до нової цементної споруди, створеної архітектором Жаном-Лу Півеном за традиційними малійськими зразками. Після обрання 1996 року колишнього археолога Альфи Умара Конаре президентом Малі фінансування музею значно збільшилося, і він став одним з найкращих у Західній Африці. Музей часто приймає частину фотофестивалю {нп|Бієнале африканської фотографії|«Зустрічі з африканською фотографією»|en|African Photography Encounters}}, що проходить у Бамако двічі на рік, починаючи з 1994 року.
Також варто відзначити {нп|Музей Мусо Кунда|музей Мусо Кунда|en|Muso Kunda Museum}}, регіональний музей Бамако, зоопарк Бамако, ботанічний сад Бамако, вежу Національного конференц-центру (NCC), сувенірну піраміду, Монумент Незалежності, монумент Аль-Куудс, трикутний Монумент миру, обеліск Хамдаллайє, меморіал Модібо Кейта та багато інших пам'яток, Палац культури Амаду Хампате Ба та пагорб Пойнт-Дж, де знаходяться печери з наскельними малюнками.
У 1988 році в Бамако відбулася конференція ВООЗ, відома як Бамакська ініціатива, яка допомогла змінити політику охорони здоров'я в країнах Африки на південь від Сахари. Щорічне ралі Будапешт-Бамако має кінцеву точку в Бамако, а ралі Дакар часто проходить через Бамако.

### Музика
Музичний бум у Бамако розпочався у 1990-х роках, коли вокаліст Саліф Кейта та співак-гітарист Алі Фарка Туре здобули міжнародну славу. Це привабило до міста багатьох туристів, продюсерів звукозаписів та музикантів-початківців, які намагалися піти їхніми стопами. На вулицях часто можна побачити музикантів з джембе та ударними оркестрами, які грають традиційні ритми бамани.

## Спорт
Найбільше аматорське ралі у світі та найбільше ралі по Сахарі має маршрут Будапешт — Бамако.

## У масовій культурі
Бамако слугувало фоном або було темою книг і фільмів, таких як «Бамако» режисера Абдеррахмана Сіссако. Фільм зображує судовий процес, що відбувається в Бамако серед повсякденного життя міста. У розпалі судового процесу дві сторони сперечаються, чи винні Світовий банк та Міжнародний валютний фонд, або, можливо, корупція, у фінансовому стані багатьох бідних африканських країн. Вперше фільм був показаний на Каннському кінофестивалі 21 травня 2006 року та на Мангеттені компанією New Yorker Films 14 лютого 2007 року й отримав першу кінопремію Ради Європи на Стамбульському міжнародному кінофестивалі у квітні 2007 року.

## Відомі люди
Тут народився музикант та композитор Тумані Діабате, деякий час проживав і працював Юрій Шумовський.

## Міста-побратими
- Рочестер, США (з 1975)
- Анжер, Франція (з 1974)
- Дакар, Сенегал (з 1974/75 років)
- Бобо-Діуласо, Буркіна-Фасо (з 1994)
- Лейпциг, Німеччина (з 1966)
- Ашхабад, Туркменістан (з 1974)
- Сан-Паулу, Бразилія
- Банжул, Гамбія

Угоди про співпрацю також підписані з французькими містами Ліон, Марсель і Бордо, а також зі столицею Буркіна-Фасо, Уагадугу.

## Галерея

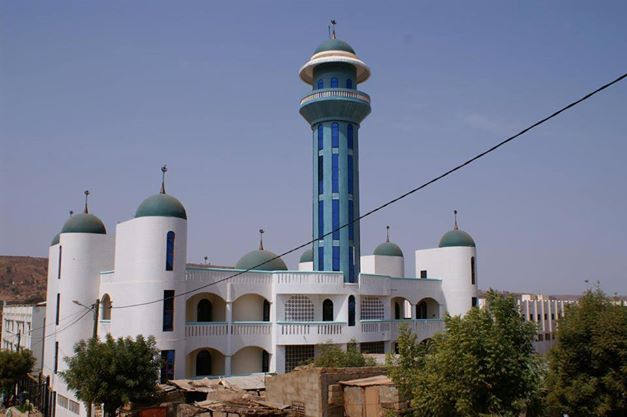
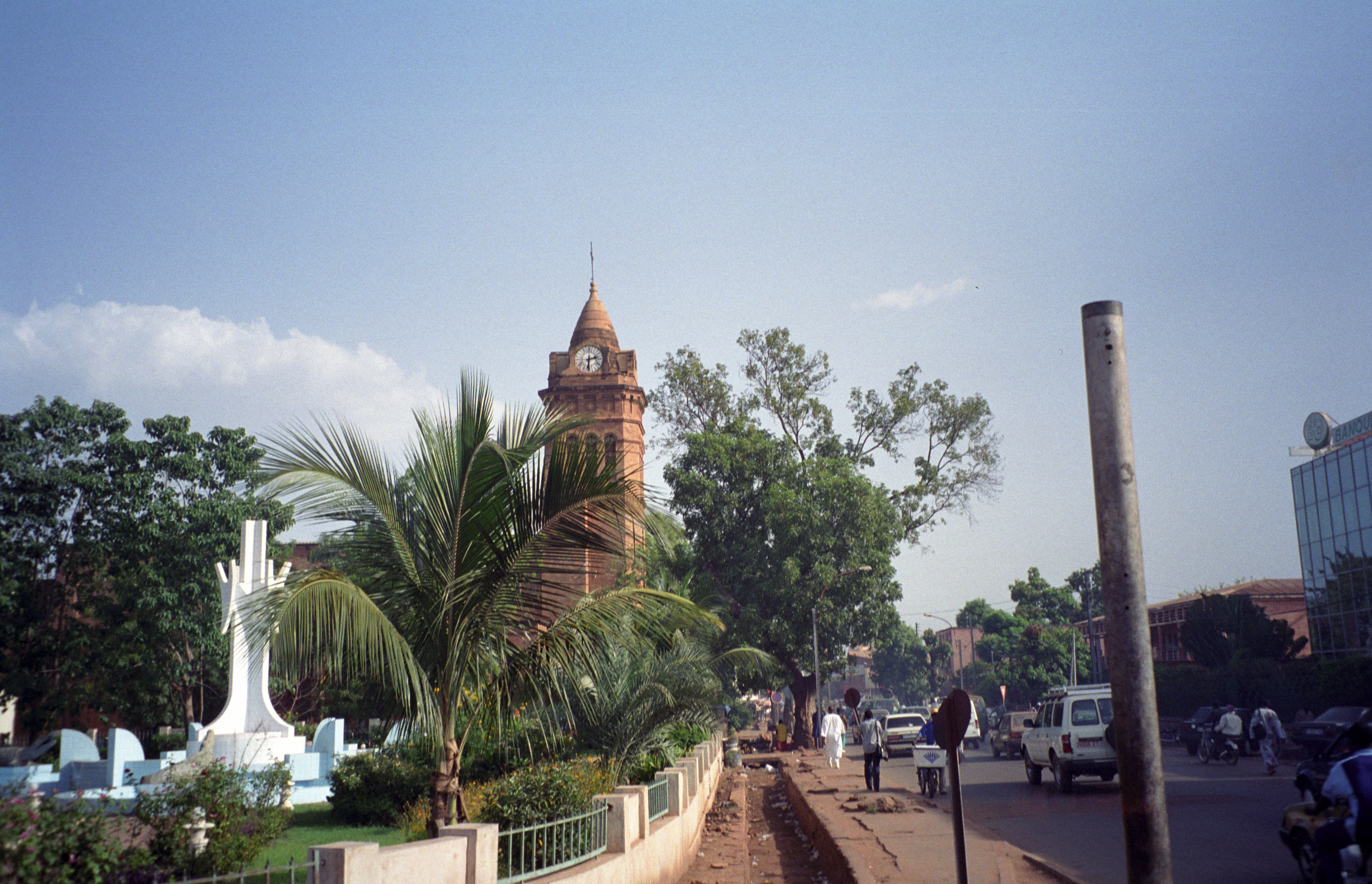
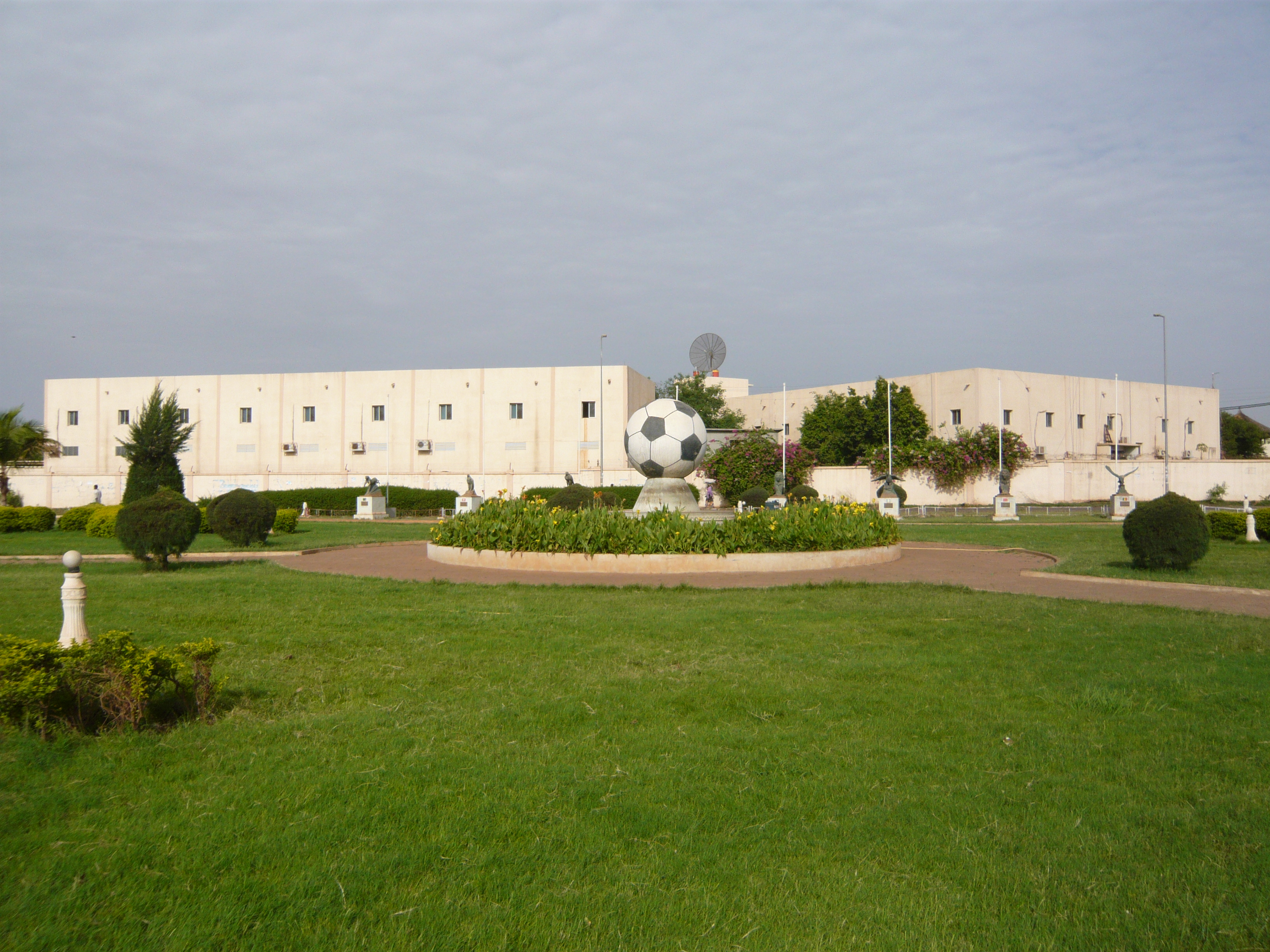
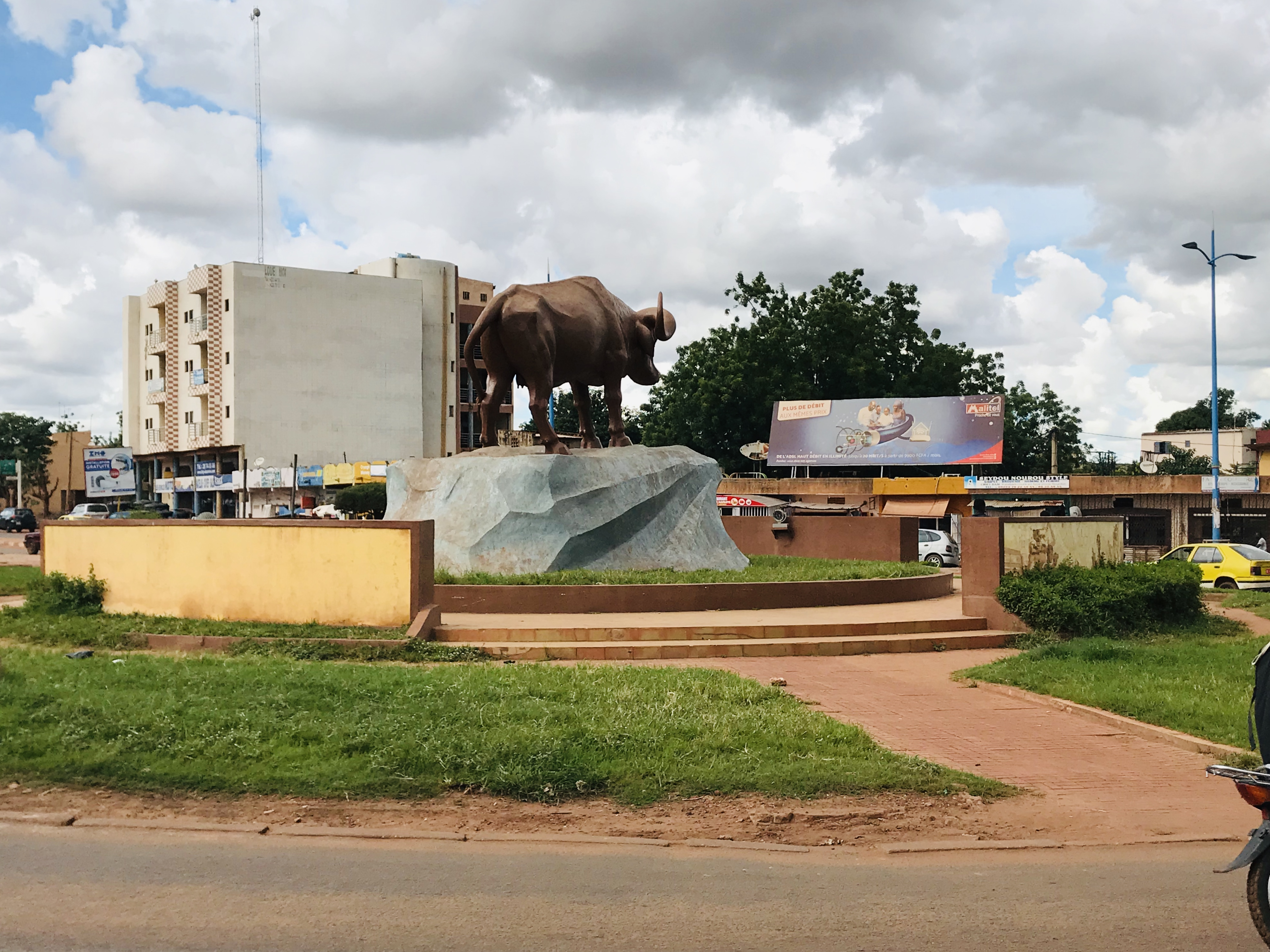
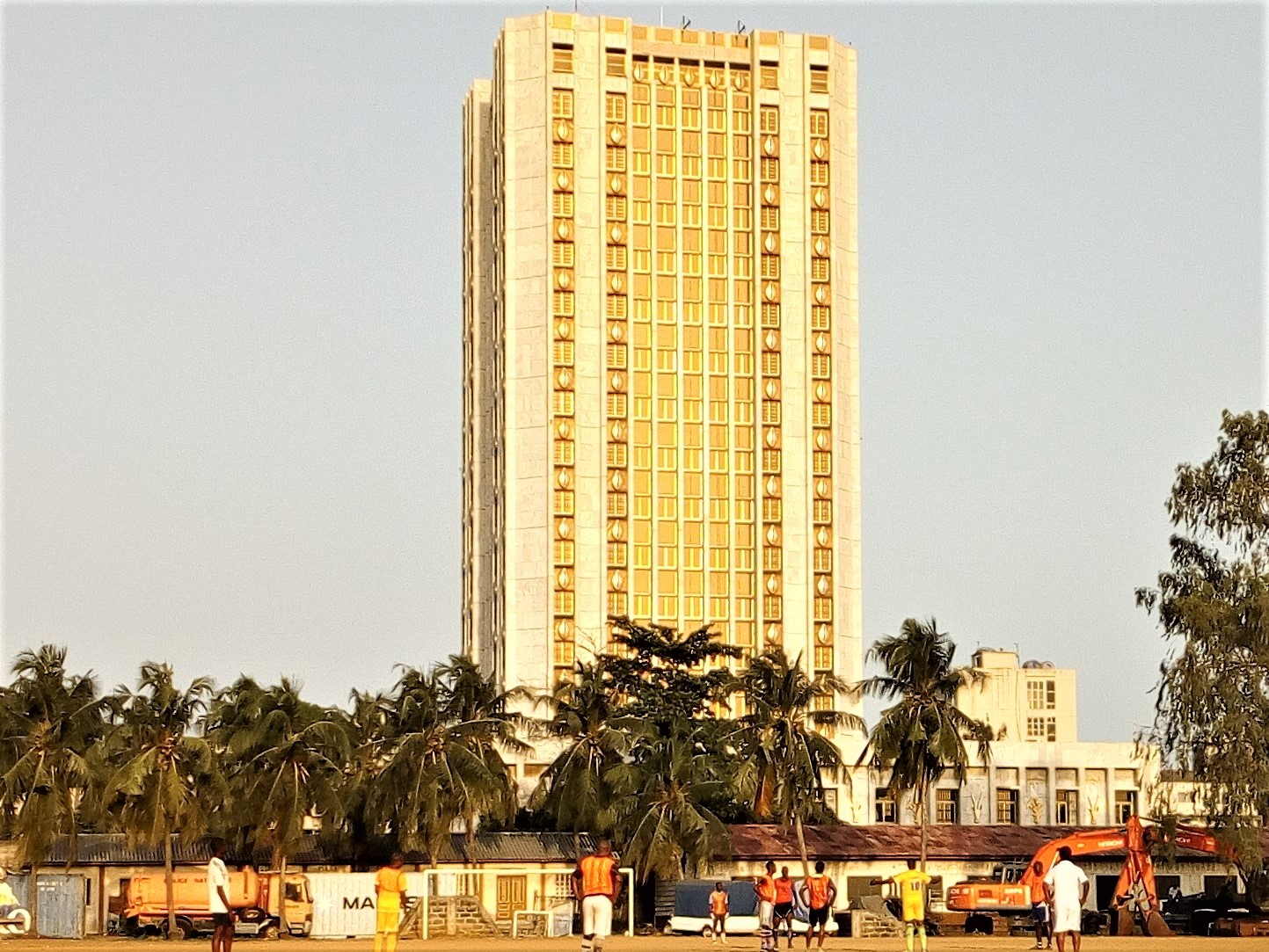

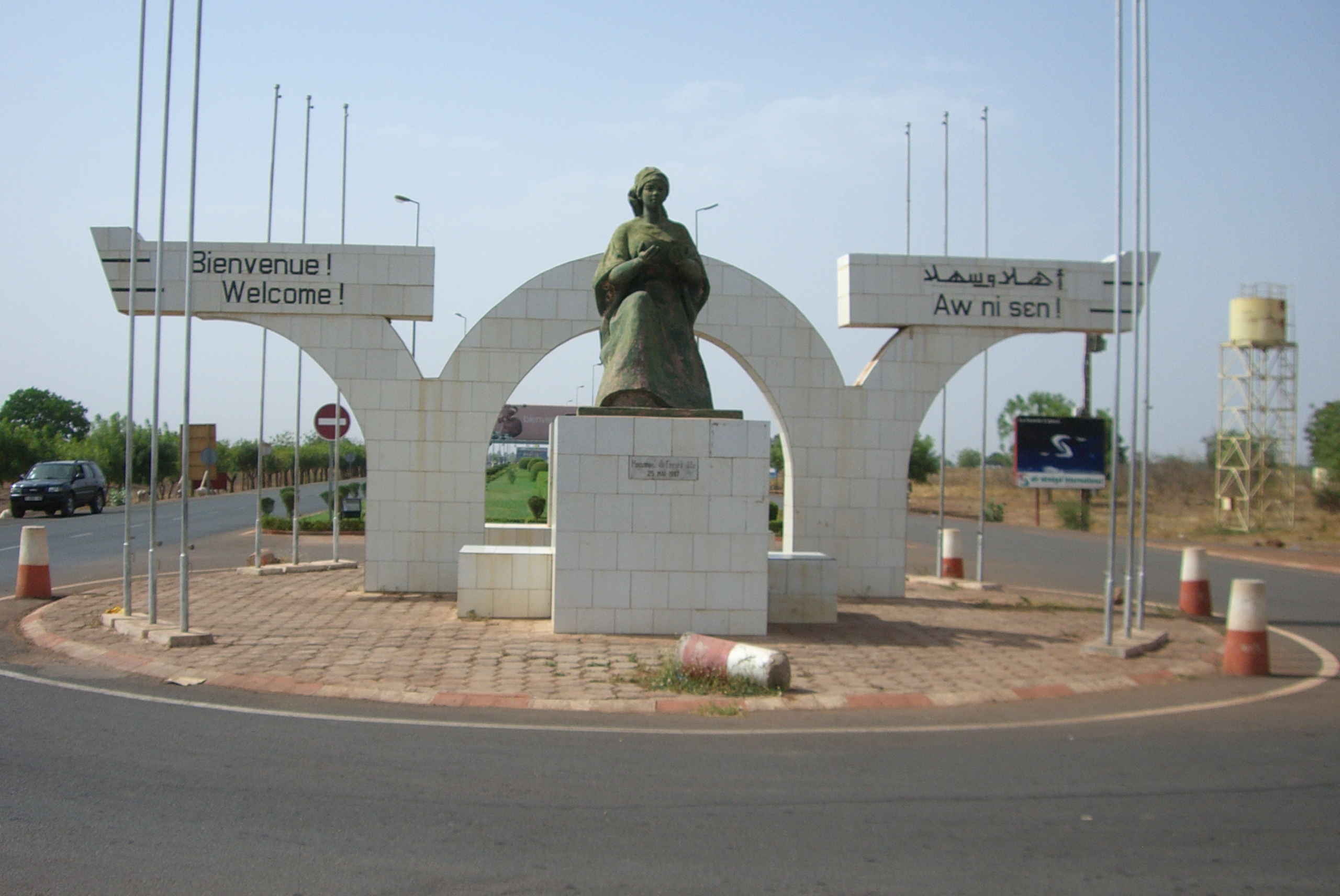
Пам'ятник гостинності
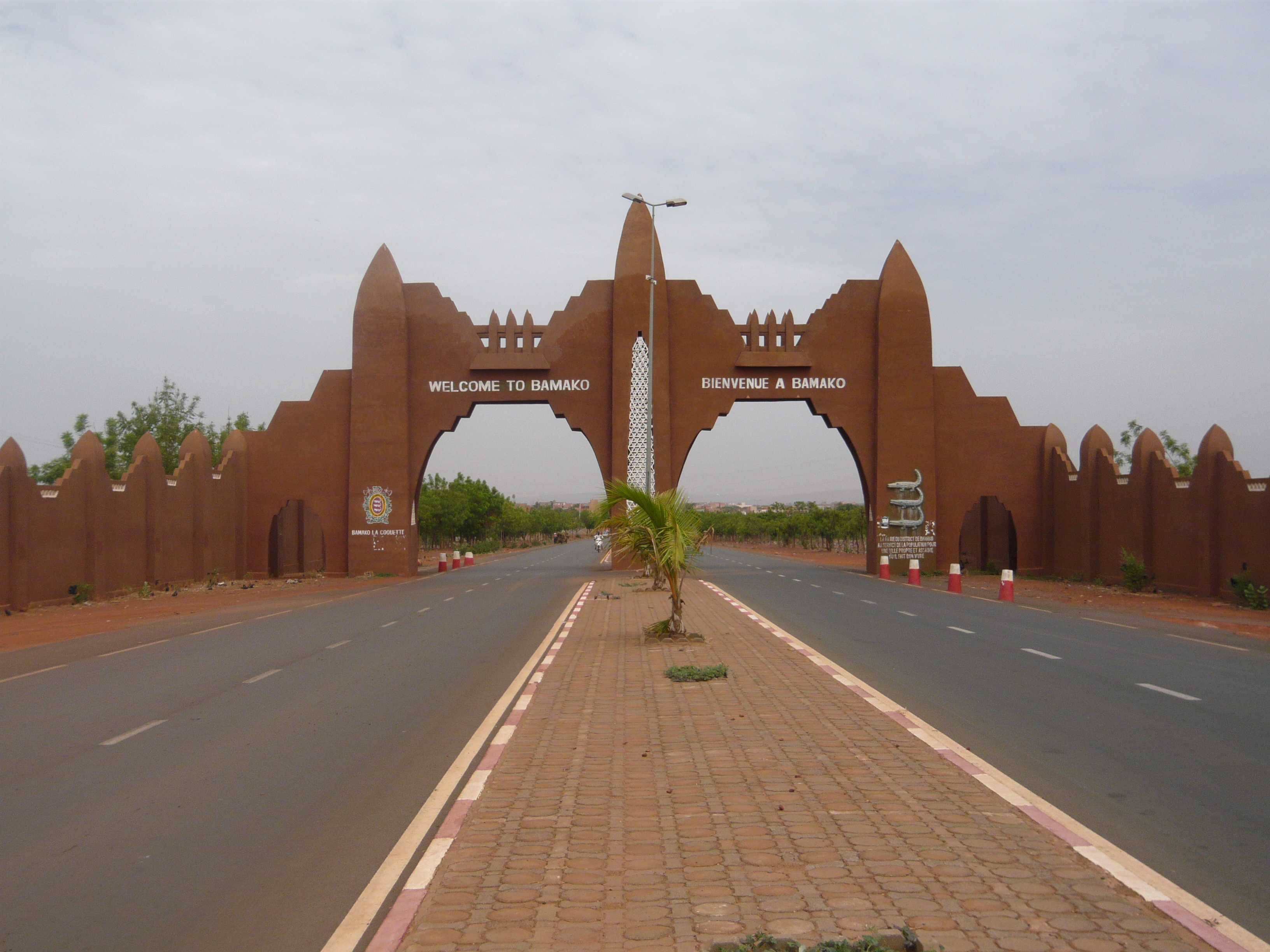
Вітальний знак аеропорту Бамако
Площа Свободи
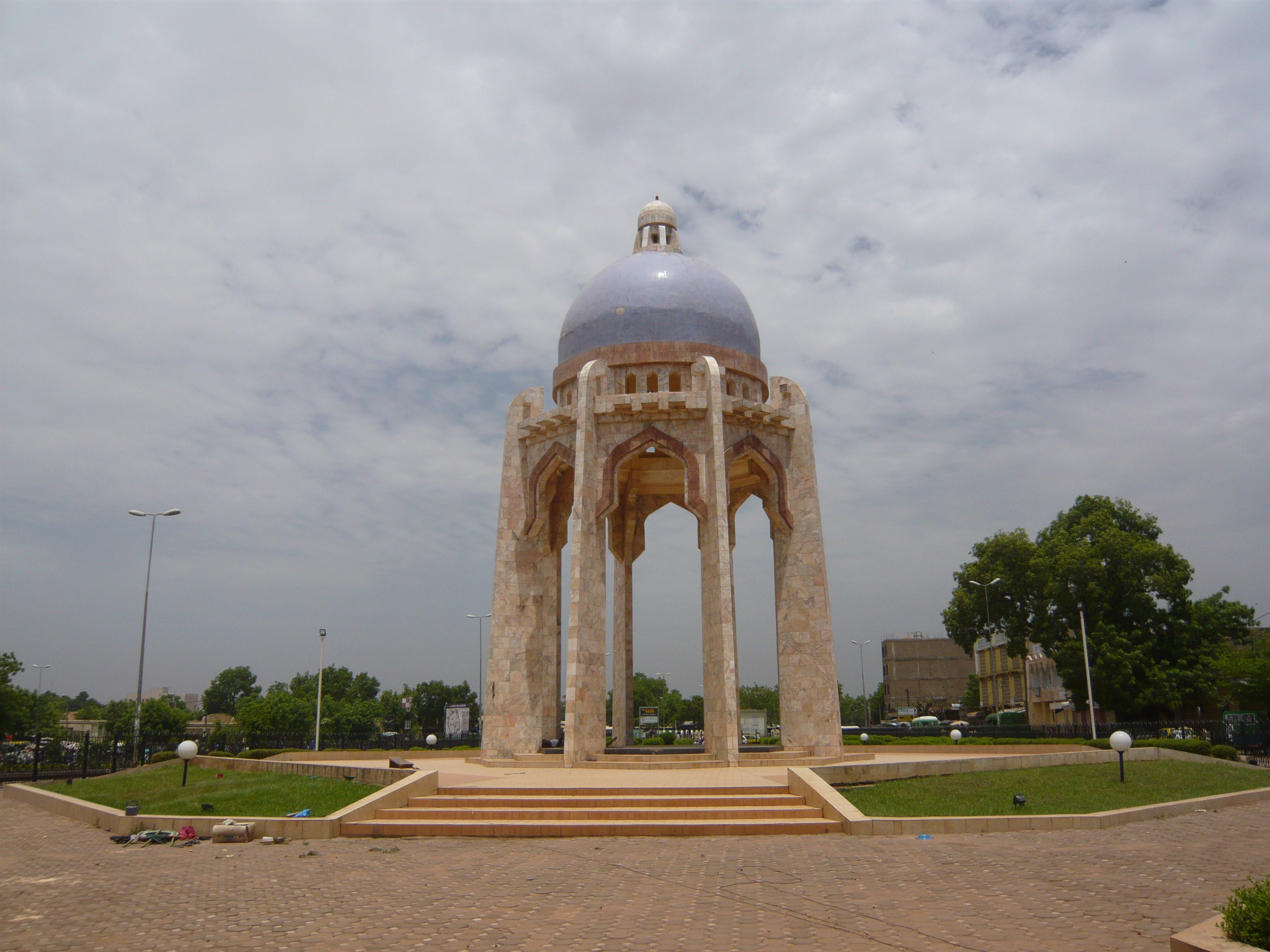
Пам'ятник Аль-Кудсу
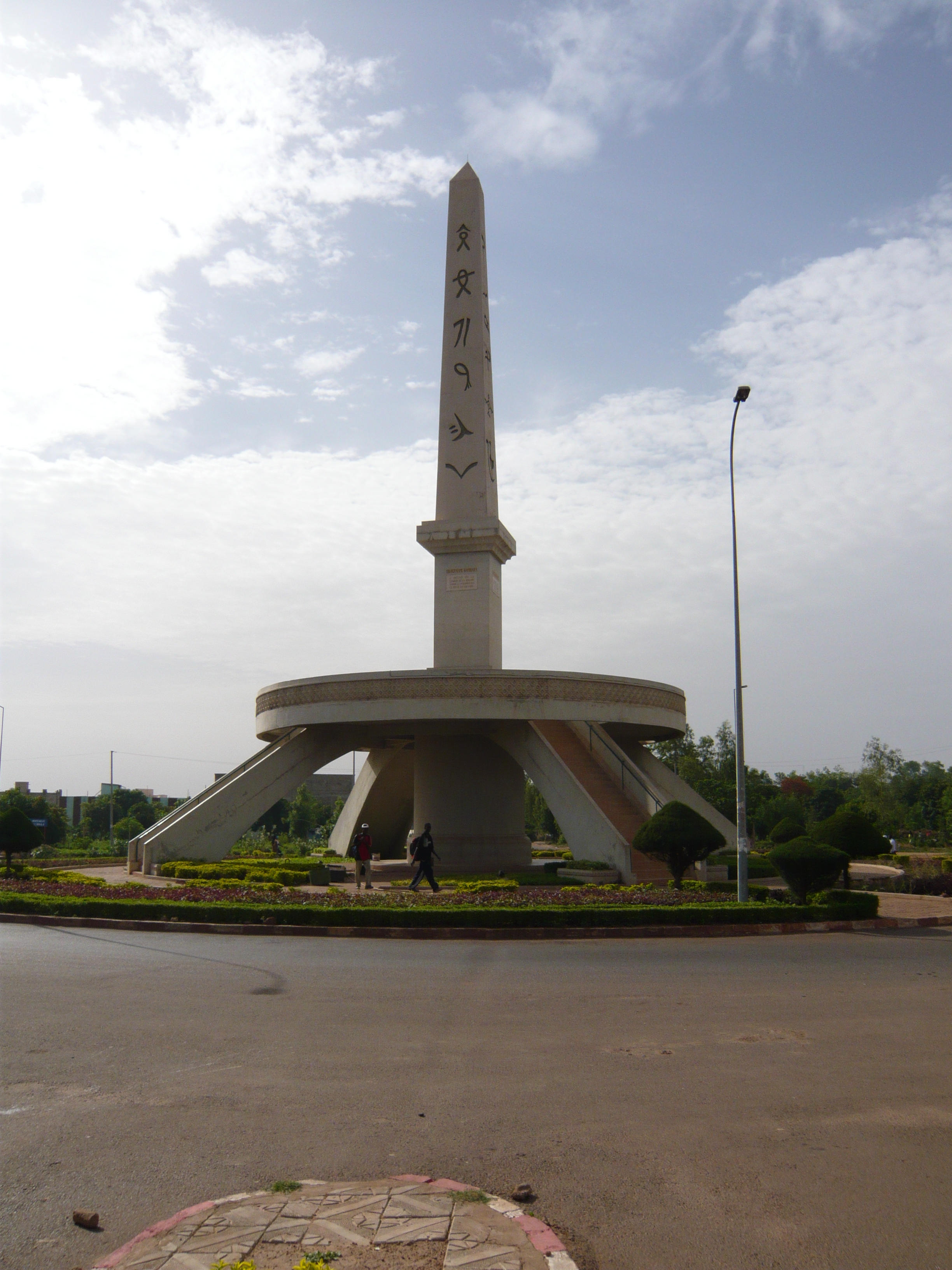
Обеліск Хамдаллая
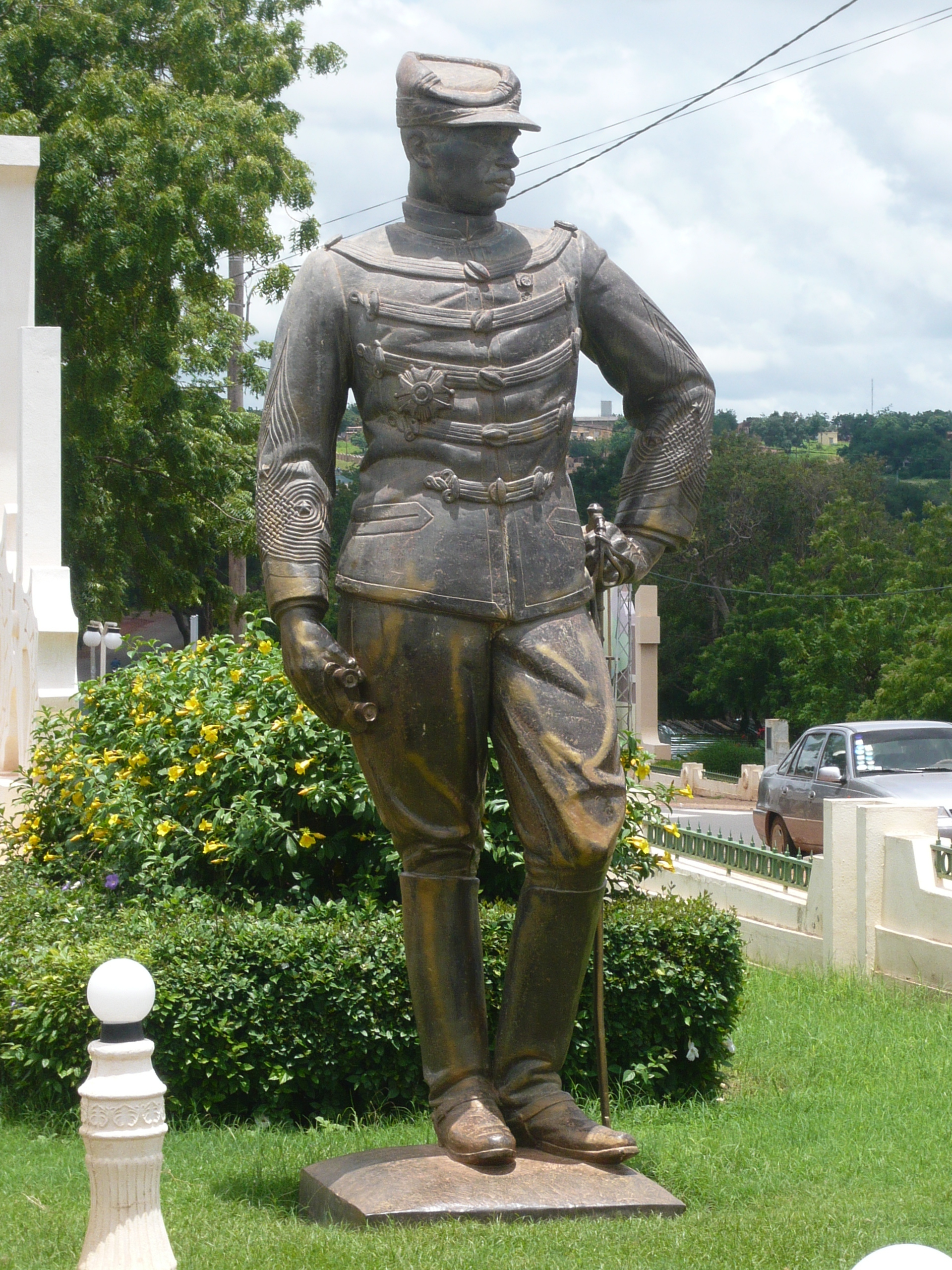
Статуя Гюстава Боргні-Дезборда
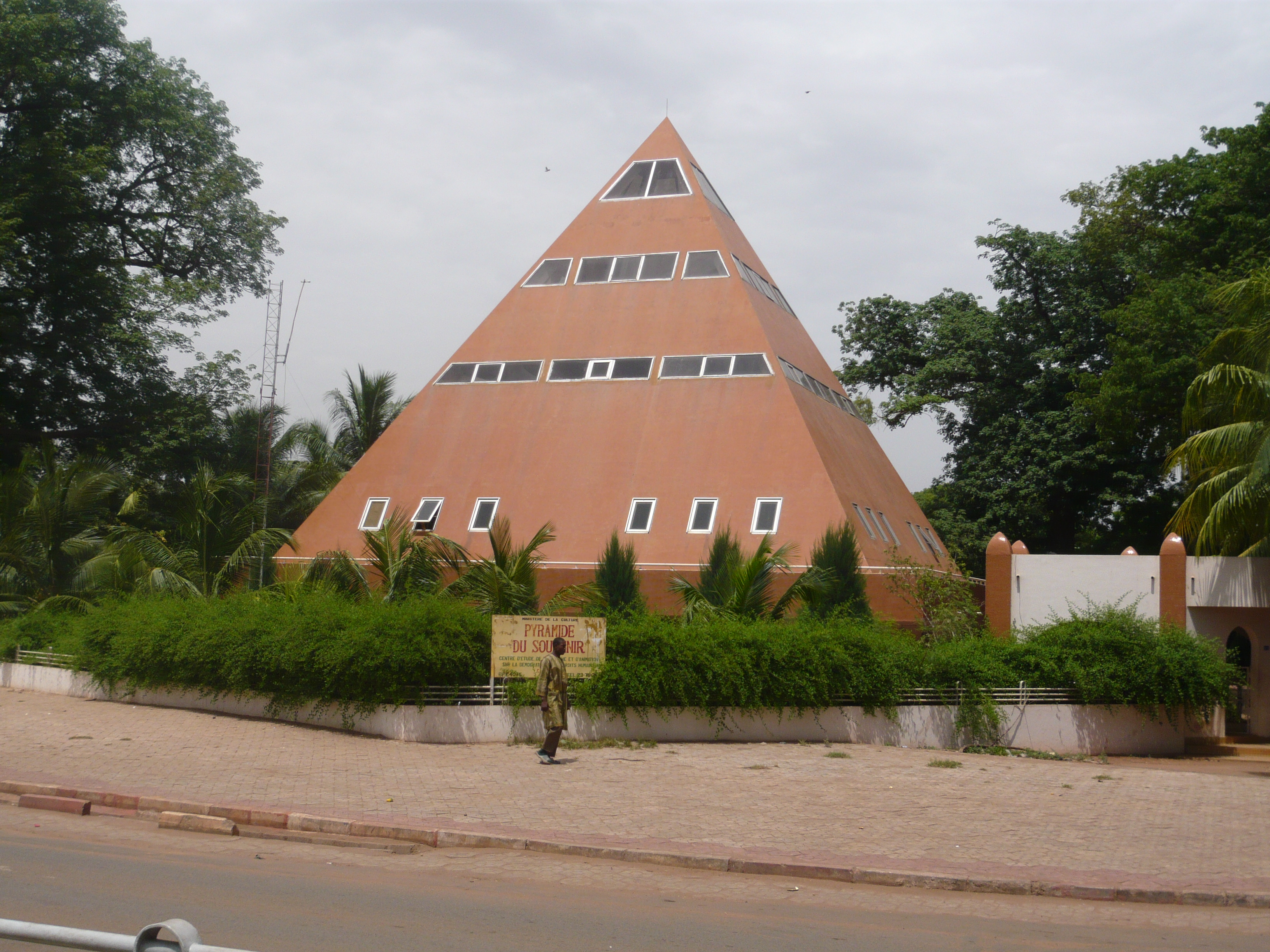
Сувенірна піраміда